# Попівська сільська рада (Смілянський район)
Попі́вська сільська́ ра́да — адміністративно-територіальна одиниця та орган місцевого самоврядування у Смілянському районі Черкаської області. Адміністративний центр — село Попівка.

## Загальні відомості
- Населення ради: 1 146 осіб (станом на 2001 рік)

## Населені пункти
Сільській раді підпорядковані населені пункти:
- с. Попівка
- с-ще Червоне

## Склад ради
Рада складається з 14 депутатів та голови.
- Голова ради:
- Секретар ради: Павловська Людмила Володимирівна

### Керівний склад попередніх скликань
| Прізвище, ім'я, по батькові | Основні відомості                                    | Дата обрання | Дата звільнення |
| --------------------------- | ---------------------------------------------------- | ------------ | --------------- |
| Яриніч Олег Федорович       | Сільський голова, 1954 року народження, безпартійний | 26.03.2006   | 31.10.2010      |

Примітка: таблиця складена за даними сайту Верховної Ради України

### Депутати
За результатами місцевих виборів 2010 року депутатами ради стали:

#### За суб'єктами висування
| Суб'єкт висування | Кількість обраних депутатів | %    |
| ----------------- | --------------------------- | ---- |
| Самовисування     | 10                          | 71,4 |
| Партія регіонів   | 4                           | 28,6 |

#### За округами
| № округу        | Прізвище, ім'я, по батькові      | Дата визнання обраним | Освіта             | Партійна приналежність | Відомості про обраного депутата                        |
| --------------- | -------------------------------- | --------------------- | ------------------ | ---------------------- | ------------------------------------------------------ |
| Партія регіонів |                                  |                       |                    |                        |                                                        |
| 3               | Тимчук Ігор Петрович             | 02.11.2010            | середня спеціальна | член Партії регіонів   | СТОВ «Надія», заступник директора                      |
| 7               | Шинкаренко Яків Антонович        | 02.11.2010            | середня спеціальна | член Партії регіонів   | СТОВ «Надія», головний інженер                         |
| 8               | Яровий Валентин Миколайович      | 02.11.2010            | середня            | член Партії регіонів   | приватний підприємець                                  |
| 13              | Рибалко Ольга Миколаївна         | 02.11.2010            | середня            | член Партії регіонів   | тимчасово не працює                                    |
| Самовисування   |                                  |                       |                    |                        |                                                        |
| 1               | Лисенко Людмила Олександрівна    | 02.11.2010            | середня спеціальна | позапартійна           | тимчасово не працює                                    |
| 2               | Шугайло Ірина Василівна          | 18.08.2013            | середня спеціальна | позапартійна           | дошкільний ДНЗ № 23, помічник вихователя               |
| 4               | Павловська Людмила Володимирівна | 02.11.2010            | середня            | позапартійна           | Попівська сільська рада, секретар                      |
| 5               | Одородько Володимир Іванович     | 02.11.2010            | вища               | позапартійний          | Попівська сільська рада, землевпорядник                |
| 6               | Гузьман Яна Борисівна            | 02.11.2010            | середня спеціальна | позапартійна           | Попівський фельдшерсько-акушерський пункт, завідувачка |
| 9               | Даниленко Олена Віталіївна       | 02.11.2010            | середня            | позапартійна           | Попівська загальноосвітня школа, техпрацівник          |
| 10              | Гирник Зінаїда Михайлівна        | 02.11.2010            | середня спеціальна | позапартійна           | Попівська сільська рада, техпрацівник                  |
| 11              | Лисенко Віра Василівна           | 02.11.2010            | середня спеціальна | позапартійна           | ЦПЗ № 6 с. Попівка, листоноша                          |
| 12              | Іванович Олена Олександрівна     | 02.11.2010            | середня спеціальна | позапартійна           | ЦПЗ № 6 с. Попівка, начальник                          |
| 14              | Парахоня Валентин Віталійович    | 03.01.2011            | середня            | позапартійний          | пенсіонер                                              |